# パリは燃えているか (曲)
「パリは燃えているか」（Is Paris Burning）は、加古隆が作曲した劇伴音楽。加古の代表的作品で、NHKが制作したドキュメンタリー番組『映像の世紀』のテーマ音楽である。
1995年3月から1996年2月にかけて放映された同番組のために作曲され、番組の映像内容に合わせた様々なバージョンが存在する。

## 解説

### 「パリは燃えているか?」
1944年8月23日未明、占領地フランス・パリにおけるレジスタンスや連合軍との攻防の末にいよいよ敗色が濃厚となったナチス・ドイツ総統アドルフ・ヒトラーは、ドイツ軍のパリ防衛司令官ディートリヒ・フォン・コルティッツに一つの命令を下した。それは「敵に渡すくらいなら灰にしろ。跡形もなく燃やせ」という、彼の破滅的思想に満ちた最後の抵抗策であった。だがコルティッツ司令官は、その命令を得策ではないと考え、結果的にパリ破壊命令を無視し続け降伏した。
同年8月25日13時、痺れを切らしたヒトラーは、ベルリンから「Brennt Paris ?（パリは燃えているか?）」と叫び、問いかける。しかし虚しくも、彼が期待していた回答を得ることはできなかった。コルティッツ司令官は、パリを救った男として後世に名を残し、後に映画化される。

### 作曲の経緯
加古自身の言葉によれば、「人間の持つ愚かさと素晴らしさの二面性を表現したかった」という。加古が映像音楽を手がける際は、常にコンセプトを組み立ててから作曲を始めるといい、本作品に関しては、番組制作の話を聞き“人間の罪、そして勇気。”をコンセプトとした楽曲を構想した。それはすなわち、悲しく愚かな戦争の繰り返しの一方で、科学・芸術の分野で素晴らしい進歩も示した20世紀を表現するスケールの大きさであった。
「パリは燃えているか」という題名について、「燃えているか」は戦争すなわち破壊行為の表象であり、人類の罪・愚かさを表す。その一方で、「パリ」という街は加古自身が若い時に過ごした経験も含み、人類が長い歴史のなかで生み出してきた高度な文明・文化の象徴であり、それもまた人類の手によって創造された素晴らしいものである。このように、”愚かだけれども素晴らしい”という人類の二面性が端的に表現された言葉として、上記にあるヒトラーの語録が引用された。
仕事場のある湯河原を散策する中で浮かんできた原型となるメロディの中から、「これかな?」と思うものを見つけたが、最初は完成版とは全く違う雰囲気でショパンの「雨だれ」のようにどこか寂し気であったという。1年間続くダイナミックな番組のテーマとしては合わないと思っていたところに、番組オープニングの90秒のCGが送られてきた。20世紀の様々な映像がパッチワークされて、次々に文字が流れ、素晴らしいテンポで移り変わっていく。行き詰まって、そのオープニング用映像を繰り返し見ているうちに、少しテンポを早めて決然と力強い曲調に再構成したところ、見事にコンセプトと合致し、完成に至った。加古は、「最初に作った曲を聴いたら、皆さんきっと笑い出していたと思いますよ」と話している。

## 反響
NHKスペシャル『映像の世紀』が初めてテレビ放送された際には大反響を巻き起こしたが、なかでもこのテーマ曲に関する問い合わせが殺到したという。
「パリは燃えているか」は作曲者の加古にとって最も知名度の高い代表曲となり、番組の放送が終了した現在でも独立した楽曲として、また『新・映像の世紀』以降の続編番組および他のテレビ番組のBGMなどとして、多くの人々に愛聴され続けている。
『映像の世紀 バタフライエフェクト』2023年11月27日放送回では本曲をフィーチャーしてパリ100年の歴史が描かれ、冒頭で加古が本曲をピアノ演奏する映像が用いられた。

## クレジット
1995年バージョン（『映像の世紀』メインテーマ）
演奏者：加古隆（ピアノ）、羽毛田丈史（シンセサイザー、プログラミング）
作曲者：加古隆
2015年バージョン（『新・映像の世紀』『映像の世紀プレミアム』『映像の世紀 バタフライエフェクト』メインテーマ）
演奏者：加古隆（ピアノ）、羽毛田丈史（シンセサイザー、プログラミング）、NHK交響楽団
指揮者：下野竜也
作曲者：加古隆

## 収録アルバム
- NHKスペシャル「映像の世紀」オリジナル・サウンドトラック（1995年発売）
- 「パリは燃えているか」 NHKスペシャル「映像の世紀」オリジナル・サウンドトラック完全版（2000年発売）
- 「ジブラルタルの風」〜加古隆・ピアノ・ソロ・ベスト（2000年発売）
- Scene 映像音楽作品集1992-2001（2001年発売）
- NHKスペシャル 20th ANNIVERSARY（2009年発売）
- QUARTET（2010年発売）
- ANTHOLOGY（2013年発売）
- NHKスペシャル 新・映像の世紀 オリジナル・サウンドトラック（2015年発売）
- パリは燃えているか =集成=（2015年発売）
- NHKスペシャル 新・映像の世紀 オリジナル・サウンドトラック 完全版（2016年発売）
- QUARTETIII 組曲「映像の世紀」（2021年発売）
- 映像の世紀バタフライエフェクト オリジナル・サウンドトラック（2022年発売）